# Pazulco
Pazulco es una localidad mexicana del municipio de Yecapixtla, perteneciente al estado de Morelos.

## Historia
Hacia el último cuarto del siglo XVIII, el lugar tenía contabilizadas 130 familias. Aparece descrito en el cuarto volumen del Diccionario geográfico-histórico de las Indias Occidentales ó América de Antonio de Alcedo con las siguientes palabras:

PAZÚLCO, Pueblo de la Cabecera de partido de Tepoxtlan y Alcaldía mayor de Cuernavaca en Nueva España, tiene 130 familias de Indios, anexo al Curato de Ayacapixtla, está situado en un llano enteramente estéril por lo que carece de todo comercio, y se mantienen de su trabajo á que son muy aplicados, y por estos solicitados de todos los dueños de haciendas que hay en aquella jurisdiccion, está casi destruido y desierto de la mayor parte de sus habitantes desde que el año de 1744 executaron en una noche de carnestolendas tres muertes en otros tantos Ministros de Justicia del partido de Yautepéc, que entraron á deshoras en el Pueblo quando celebraban sus fiestas.
(Alcedo, 1788, pp. 133-134)

En la actualidad, pertenece al municipio de Yecapixtla. En 2020, según el Censo de Población y Vivienda, tenía 749 habitantes.